# John Jönsson
Se även John Jönsson (författare) (1875–1952).
John Jönsson, född 9 september 1862 i Jämshögs socken, död 30 juni 1934 i Jämshögs församlingvar en svensk lantbrukare och riksdagspolitiker (Högerpartiet).
Jönsson var lantbrukare i Boa. Han var även politiker och tillhörde riksdagen där han var ledamot av andra kammaren 1909-1934.